# David Seco
David Seco Amundarain (Busturia, Vizcaya, 17 de marzo de 1973) es un exciclista profesional (1995-2011).
Aunque compitió en carreras de ruta en categoría aficionados junto a los futuros profesionales Óscar Freire e Iñaki Barrenetxea en el equipo Ripolin Bondex, a lo largo de su carrera profesional se dedicó casi en exclusividad a la práctica del ciclocrós, destacando sus victorias en seis ediciones del Campeonato de España de Ciclocrós, récord absoluto de esta disciplina junto a José Luis Talamillo y consiguiendo ser el corredor con mejor palmarés en la historia de los campeonatos, además de gran dominador en su época. Ganó premios internacionales y varias carreras en el extranjero, en países como Bélgica y Portugal.
En 2012 participó en la octava edición del concurso de Euskal Telebista (ETB) «El conquistador del fin del mundo», reality de supervivencia del que resultó el ganador sobre un total de 24 concursantes. Posteriormente también ha colaborado como tertuliano en el debate de dicho concurso y como capitán de equipo.

## Palmarés
| 1996 - 2.º en el Campeonato de España de Ciclocrós 1997 - 2.º en el Campeonato de España de Ciclocrós 1998 - 3.º en el Campeonato de España de Ciclocrós 1999 - Ciclocross de Asteasu - Ciclocross de Elorrio - 2.º en el Campeonato de España de Ciclocrós 2000 - Campeonato de España de Ciclocrós - Ciclocross de Elorrio 2001 - Campeonato de España de Ciclocrós - Ciclocross de Elorrio | 2002 - Campeonato de España de Ciclocrós 2003 - Ciclocross de Asteasu - Campeonato de España de Ciclocrós - Ciclocross de Elorrio 2004 - Campeonato de España de Ciclocrós - Ciclocross de Elorrio 2005 - 2.º en el Campeonato de España de Ciclocrós - Ciclocross de Elorrio 2006 - Campeonato de España de Ciclocrós |

- Wikimedia Commons alberga una categoría multimedia sobre David Seco.

- Datos: Q2046129